# الحواش (حماة)
الحواش قرية في منطقة الغاب التابعة لمحافظة حماة في سورية. تقع في شمال سهل الغاب.
وتبعد عن مركز مدينة حماة 73 كم، بلغ عدد سكان قرية الحواش عام 2010 ب 11350 نسمة ويعمل أكثر السكان في الزراعة وتربية المواشي والأسماك، وما إن انطلقت الثورة السورية ضد نظام الأسد كانت قرية الحواش من السباقين في المظاهرات السلمية ثم تحولت إلى مسلحة وقدّمت الحواش العديد من الشهداء.